# Крістофер Вайброу
Крістофер Вайброу (англ. Christopher Wybrow, 21 серпня 1961) — австралійський ватерполіст.
Учасник Олімпійських Ігор 1984, 1988, 1992 років.